# Дубовое (Николаевский район)
Дубовое (укр. Дубове) — упразднённое село на территории Березовского района Одесской области Украины. Село было подчинено Шабельницкому сельсоветуНиколаевского района.

## География
Было расположено на ручье, впадающем в реку Дубовая — западнее села Красное и южнее села Ольгиевка.

## История
Согласно справочнику «Українська РСР. Административно-теріторіальний поділ на 01 вересня 1946 року» село числилось в составе Шабельницкого сельсовета Жовтневого района, затем согласно справочнику «Українська РСР. Административно-теріторіальний поділ на 01 січня 1972 року» село не указано.

## Население
По состоянию на 1964 год население — 18 человек.